# Ruduchy
Ruduchy, neboli červené řasy (Rhodophyta, syn.Rhodoplantae) jsou eukaryotní organismy schopné fotosyntézy, proto se tradičně řadí mezi rostliny. Většina druhů je mnohobuněčných, 90 % žije v mořích, hlavně v tropických vodách. Koralinátní ruduchy, které inkrustují svou buněčnou stěnu uhličitanem vápenatým, tvoří velkou část korálových útesů. Další druhy ruduch jsou konzumovány jako potravina nebo se z nich vyrábí agar.

## Znaky ruduch
Ruduchy připomínají rostliny, ale zároveň se od rostlin v některých znacích liší tak významně, že bývají řazeny samostatně. Jsou ale příbuzné rostlin a v některých systémech se sdružují společně s rostlinami ve skupině Archeplastida.
I když existují i jednobuněčné červené řasy, většina tvoří vláknité nebo pletivné stélky. Buňky jsou propojené otvory, které jsou podobné pórům vřeckovýtrusných hub. Buněčná stěna ruduch je tvořena polysacharidy, hlavně galaktany agarem a karagénem. V této amorfní matrix jsou kvůli větší pevnosti zality celulózové nebo xylanové mikrotubuly. Některé ruduchy ukládají do své buněčné stěny anorganický uhličitan.

### Stavba chloroplastu
Chloroplasty červených řas jsou odlišné od chloroplastů zelených rostlin. Podobně jako u rostlin jsou ohraničené dvoujednotkovou membránou, vznikl totiž primární endosymbiózou sinice (na rozdíl od skrytěnek a hnědých řas, u kterých chloroplasty vznikly endosymbiózou ruduchy a jejich stěna je proto tvořena čtyřmi membránami). Na rozdíl od rostlin ale thylakoidy nesrůstají a netvoří grana. Fotosyntetickým pigmentem je chlorofyl a d a fykobiliny: c-fykocyanin, allofykocyanin, r-fykocyanin a r-fykoerythrin. Modrý c-fykocyanin a allofykocyanin se vyskytují i u sinic, r-fykocyanin a červený r-fykoerythrin jsou specifické pro ruduchy.
Význam červených pigmentů spočívá v tom, že ruduchy jsou schopné dobře zachytit modrozelené světlo, tedy světlo o vlnové délce, která je schopná proniknout mořskou vodou nejhlouběji. Ruduchy tak mohou růst i ve velkých hloubkách (180 až 210 m).
Další zvláštností ruduch je zásobní látka - florideový škrob, který se ve formě zrn ukládá přímo v cytoplasmě. U ruduch nenajdeme centrioly a žádné červené řasy nemají bičíky nebo bičíkatá stadia.

### Životní cyklus
Ruduchy mají velmi rozmanitý, ale vždy poměrně komplikovaný životní cyklus. Příkladem může být rozmnožování známé ruduchy rodu Porphyra, u níž probíhá střídání gametofytu a sporofytu, tedy vlastně rodozměna. Gametofyt má lupenitou stélku a produkuje zejména haploidní gamety (probíhá u nich oogamie), jejichž splynutím (oplozením) vzniká tzv. karpospora. Z ní se vyvíjí dlouhověký a větvený sporofyt, který je schopen tvořit haploidní spory (konchospory), z nichž vyrůstá gametofyt. Ten je mimo gamet ale navíc schopen produkovat i tzv. monospory, z nichž vyrůstají další gametofytové rostlinky.
Jak vidno, životní cyklus ruduch je poměrně komplexní. Rodozměna může být izomorfická i heteromorfická. U jednobuněčných ruduch pohlavní rozmnožování není známo.[zdroj?]

## Rozšíření a výskyt
Ruduchy jsou velmi početná skupina převážně mořských řas (přes 6000 druhů) a jsou dominantními mořskými makrofyty. Rostou v litorální a sublitorální zóně, ve větších hloubkách než jiné řasy. Jsou to producenti, ostatním organismům poskytují potravu i úkryt. Od rovníků k pólům však jejich význam klesá, jsou to hlavně tropické druhy, ale žijí na celém světě, včetně Antarktidy.
Sladkovodní zástupci představují se svými 150 druhy asi ve 20 rodech pouze malou část celkové diverzity ruduch .
Preferují prudce tekoucí vody, kde je menší kompetice ostatních řas.[zdroj?] Nejhojnějším sladkovodním zástupcem je potěrka žabí símě (Batrachospermum sp.), která roste i v Česku, v rašelinných tůních a v potocích, je cenným bioindikátorem. Z dalších rodů ruduch, které můžeme na území ČR potkat, lze jmenovat Porphyridium, Galdiera, Chrodactylon, Hildenbrandia, Audouinella, Lemanea a Paralemanea. Zatímco první tři jsou jednobuněčné, ostatní vytváří makroskopické stélky. Poměrně běžná je vedle zmíněného rodu Batrachospermum například Hildebrandia rivularis, která vytváří jasně červené krustózní stélky na kamenech v tekoucích vodách .

## Význam

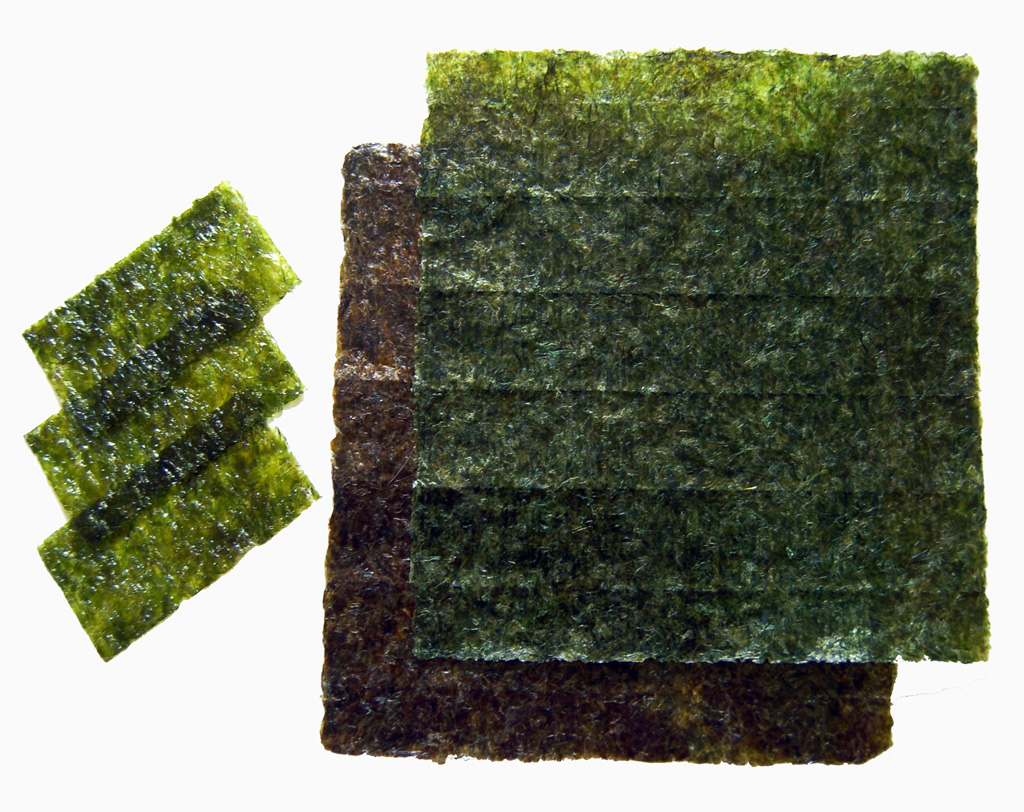
Nori z řasy rodu Porphyra, využívané v japonské kuchyni

Fakt, že do stélek některých ruduch se ukládají minerální látky (již zmíněný uhličitan = vápenec, aragonit), má i geologický význam. Jsou známé až 25 m mocné ruduchové sedimenty.[zdroj?]
Ruducha rodu Porfyra se, hlavně v Asii, ve velkém pěstuje na mořských plantážích, stélky se konzumují pod názvem hoši-nori nebo nori, používají se jako krmivo nebo jako hnojivo. Dalším druhem, který se konzumuje, je Palmaria palmata. Extrakcí v horké vodě se z ruduch získává agar (hlavně Gelidium sp.) a karagen (Chondrus sp.), který se využívá v potravinářství nebo v mikrobiologii. Některé ruduchy produkují sekundární metabolity, které mají antibiotické účinky.
Sladkovodní ruducha známá jako černá štětičková řasa je nechvalně proslulá mezi akvaristy jako těžko odstranitelný druh.

## Fylogeneze a systém

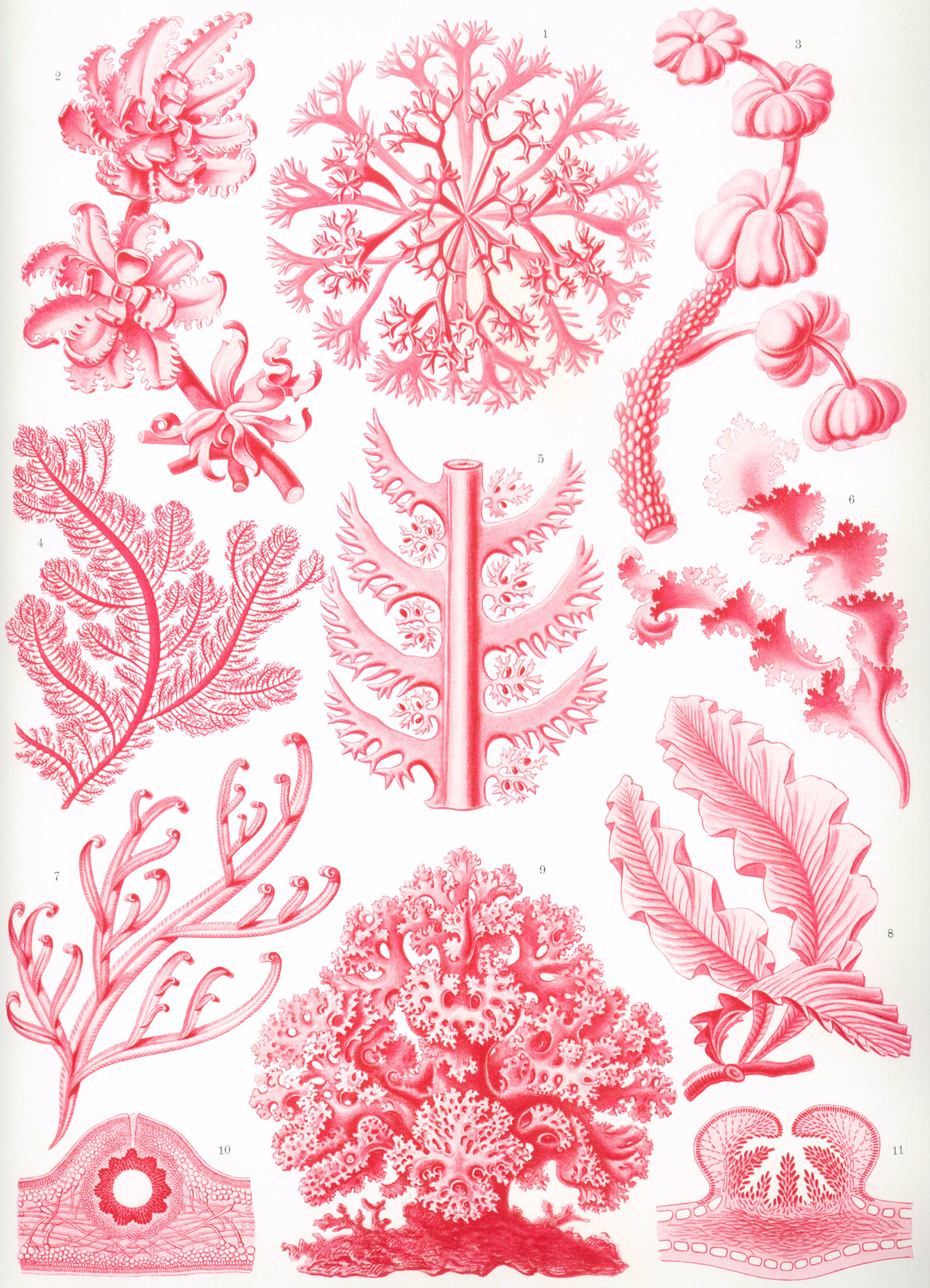
Vyobrazení ruduch z díla Ernsta Haeckela Umělecké formy přírody (Kunstformen der Natur). Představuje následující druhy: Chondrus crispus, Amansia glomerata, Constantinea rosamarina, Ptilota serrata, Ptilota densa, Rissonella verruculosa, Delesseria involvens, Delesseria sanguinea, Nemastoma cervicorne, Solieria chordalis, Binderella neglecta.

Podle současných (konec r. 2009) představ ruduchy fylogeneticky patří do eukaryotní skupiny Archaeplastida, tedy organismů s plastidy, vzniklými primární endosymbiózou fotosyntetizující bakterie. Jsou sesterskou skupinou zelených rostlin. Nejstarší zkameněliny červených řas jsou staré 750 – 1250 milionů let. Jsou to vláknité ruduchy, již podobné současným druhům. Předpokládá se, že první ruduchy se objevily krátce po vzniku eukaryotické buňky.

### Systém
V současnosti je popsáno přes 6000 druhů v cca 700 rodech ruduch. Stejně jako umístění ruduch jako skupiny ve stromu života není s konečnou platností vyjasněno, ani systém červených řas nemá definitivní podobu. Zatím nejaktuálnější (z r. 2007, doplněná r. 2010 a upravená r. 2017) fylogenetická klasifikace ruduch vypadá takto:
podříše: Rhodoplantae
- kmen: Cyanidiophyta
  - třída: Cyanidiophyceae
- kmen: Rhodophyta
  - podkmen: Proteorhodophytina[pozn. 3]
    - třída: Rhodellophyceae
    - třída: Stylonematophyceae
    - třída: Compsopogonophyceae
    - třída: Porphyridiophyceae

  - podkmen: Eurhodophytina
    - třída: Bangiophyceae
    - třída: Florideophyceae
      - podtřída: Hildenbrandiophycidae
      - podtřída: Nemaliophycidae
      - podtřída: Ahnfeltiophycidae
      - podtřída: Corallinophycidae[10]
      - podtřída: Rhodymeniophycidae

### Fylogenetický strom
V r. 2010 byla publikována fylogenetická analýza, která respektuje výše uvedené taxonomické úrovně (včetně osamostatnělých tříd Porphyridiophyceae a Stylonematophyceae). Větvení fylogenetického stromu však ještě není podloženo s dostatečnou věrohodností. Ze studie vyplývá následující představa o fylogenetické příbuznosti jednotlivých skupin (větvení podkmene Proteorhodophytina, z původní analýzy vycházejícího jako parafyletický, je upraveno podle aktuálnější studie, prokazující jeho přirozenost):
|  | Compsopogonophyceae |
|  |                     |
|  | Porphyridiophyceae  |
|  |                     |

|  | Rhodellophyceae    |
|  |                    |
|  | Stylonematophyceae |
|  |                    |

|  | Compsopogonophyceae |
|  |                     |
|  | Porphyridiophyceae  |
|  |                     |

|  | Rhodellophyceae    |
|  |                    |
|  | Stylonematophyceae |
|  |                    |

|  | Corallinophycidae                                                        |
|  |                                                                          |
|  | \| \| Ahnfeltiophycidae \| \| \| \| \| \| Rhodymeniophycidae \| \| \| \| |
|  |                                                                          |
|  | Ahnfeltiophycidae                                                        |
|  |                                                                          |
|  | Rhodymeniophycidae                                                       |
|  |                                                                          |

|  | Ahnfeltiophycidae  |
|  |                    |
|  | Rhodymeniophycidae |
|  |                    |

|  | Corallinophycidae                                                        |
|  |                                                                          |
|  | \| \| Ahnfeltiophycidae \| \| \| \| \| \| Rhodymeniophycidae \| \| \| \| |
|  |                                                                          |
|  | Ahnfeltiophycidae                                                        |
|  |                                                                          |
|  | Rhodymeniophycidae                                                       |
|  |                                                                          |

|  | Ahnfeltiophycidae  |
|  |                    |
|  | Rhodymeniophycidae |
|  |                    |

|  | Corallinophycidae                                                        |
|  |                                                                          |
|  | \| \| Ahnfeltiophycidae \| \| \| \| \| \| Rhodymeniophycidae \| \| \| \| |
|  |                                                                          |
|  | Ahnfeltiophycidae                                                        |
|  |                                                                          |
|  | Rhodymeniophycidae                                                       |
|  |                                                                          |

|  | Ahnfeltiophycidae  |
|  |                    |
|  | Rhodymeniophycidae |
|  |                    |

|  | Corallinophycidae                                                        |
|  |                                                                          |
|  | \| \| Ahnfeltiophycidae \| \| \| \| \| \| Rhodymeniophycidae \| \| \| \| |
|  |                                                                          |
|  | Ahnfeltiophycidae                                                        |
|  |                                                                          |
|  | Rhodymeniophycidae                                                       |
|  |                                                                          |

|  | Ahnfeltiophycidae  |
|  |                    |
|  | Rhodymeniophycidae |
|  |                    |

|  | Corallinophycidae                                                        |
|  |                                                                          |
|  | \| \| Ahnfeltiophycidae \| \| \| \| \| \| Rhodymeniophycidae \| \| \| \| |
|  |                                                                          |
|  | Ahnfeltiophycidae                                                        |
|  |                                                                          |
|  | Rhodymeniophycidae                                                       |
|  |                                                                          |

|  | Ahnfeltiophycidae  |
|  |                    |
|  | Rhodymeniophycidae |
|  |                    |

|  | Corallinophycidae                                                        |
|  |                                                                          |
|  | \| \| Ahnfeltiophycidae \| \| \| \| \| \| Rhodymeniophycidae \| \| \| \| |
|  |                                                                          |
|  | Ahnfeltiophycidae                                                        |
|  |                                                                          |
|  | Rhodymeniophycidae                                                       |
|  |                                                                          |

|  | Ahnfeltiophycidae  |
|  |                    |
|  | Rhodymeniophycidae |
|  |                    |

|  | Corallinophycidae                                                        |
|  |                                                                          |
|  | \| \| Ahnfeltiophycidae \| \| \| \| \| \| Rhodymeniophycidae \| \| \| \| |
|  |                                                                          |
|  | Ahnfeltiophycidae                                                        |
|  |                                                                          |
|  | Rhodymeniophycidae                                                       |
|  |                                                                          |

|  | Ahnfeltiophycidae  |
|  |                    |
|  | Rhodymeniophycidae |
|  |                    |

|  | Corallinophycidae                                                        |
|  |                                                                          |
|  | \| \| Ahnfeltiophycidae \| \| \| \| \| \| Rhodymeniophycidae \| \| \| \| |
|  |                                                                          |
|  | Ahnfeltiophycidae                                                        |
|  |                                                                          |
|  | Rhodymeniophycidae                                                       |
|  |                                                                          |

|  | Ahnfeltiophycidae  |
|  |                    |
|  | Rhodymeniophycidae |
|  |                    |

|  | Compsopogonophyceae |
|  |                     |
|  | Porphyridiophyceae  |
|  |                     |

|  | Rhodellophyceae    |
|  |                    |
|  | Stylonematophyceae |
|  |                    |

|  | Compsopogonophyceae |
|  |                     |
|  | Porphyridiophyceae  |
|  |                     |

|  | Rhodellophyceae    |
|  |                    |
|  | Stylonematophyceae |
|  |                    |

|  | Corallinophycidae                                                        |
|  |                                                                          |
|  | \| \| Ahnfeltiophycidae \| \| \| \| \| \| Rhodymeniophycidae \| \| \| \| |
|  |                                                                          |
|  | Ahnfeltiophycidae                                                        |
|  |                                                                          |
|  | Rhodymeniophycidae                                                       |
|  |                                                                          |

|  | Ahnfeltiophycidae  |
|  |                    |
|  | Rhodymeniophycidae |
|  |                    |

|  | Corallinophycidae                                                        |
|  |                                                                          |
|  | \| \| Ahnfeltiophycidae \| \| \| \| \| \| Rhodymeniophycidae \| \| \| \| |
|  |                                                                          |
|  | Ahnfeltiophycidae                                                        |
|  |                                                                          |
|  | Rhodymeniophycidae                                                       |
|  |                                                                          |

|  | Ahnfeltiophycidae  |
|  |                    |
|  | Rhodymeniophycidae |
|  |                    |

|  | Corallinophycidae                                                        |
|  |                                                                          |
|  | \| \| Ahnfeltiophycidae \| \| \| \| \| \| Rhodymeniophycidae \| \| \| \| |
|  |                                                                          |
|  | Ahnfeltiophycidae                                                        |
|  |                                                                          |
|  | Rhodymeniophycidae                                                       |
|  |                                                                          |

|  | Ahnfeltiophycidae  |
|  |                    |
|  | Rhodymeniophycidae |
|  |                    |

|  | Corallinophycidae                                                        |
|  |                                                                          |
|  | \| \| Ahnfeltiophycidae \| \| \| \| \| \| Rhodymeniophycidae \| \| \| \| |
|  |                                                                          |
|  | Ahnfeltiophycidae                                                        |
|  |                                                                          |
|  | Rhodymeniophycidae                                                       |
|  |                                                                          |

|  | Ahnfeltiophycidae  |
|  |                    |
|  | Rhodymeniophycidae |
|  |                    |

|  | Corallinophycidae                                                        |
|  |                                                                          |
|  | \| \| Ahnfeltiophycidae \| \| \| \| \| \| Rhodymeniophycidae \| \| \| \| |
|  |                                                                          |
|  | Ahnfeltiophycidae                                                        |
|  |                                                                          |
|  | Rhodymeniophycidae                                                       |
|  |                                                                          |

|  | Ahnfeltiophycidae  |
|  |                    |
|  | Rhodymeniophycidae |
|  |                    |

|  | Corallinophycidae                                                        |
|  |                                                                          |
|  | \| \| Ahnfeltiophycidae \| \| \| \| \| \| Rhodymeniophycidae \| \| \| \| |
|  |                                                                          |
|  | Ahnfeltiophycidae                                                        |
|  |                                                                          |
|  | Rhodymeniophycidae                                                       |
|  |                                                                          |

|  | Ahnfeltiophycidae  |
|  |                    |
|  | Rhodymeniophycidae |
|  |                    |

|  | Corallinophycidae                                                        |
|  |                                                                          |
|  | \| \| Ahnfeltiophycidae \| \| \| \| \| \| Rhodymeniophycidae \| \| \| \| |
|  |                                                                          |
|  | Ahnfeltiophycidae                                                        |
|  |                                                                          |
|  | Rhodymeniophycidae                                                       |
|  |                                                                          |

|  | Ahnfeltiophycidae  |
|  |                    |
|  | Rhodymeniophycidae |
|  |                    |

|  | Corallinophycidae                                                        |
|  |                                                                          |
|  | \| \| Ahnfeltiophycidae \| \| \| \| \| \| Rhodymeniophycidae \| \| \| \| |
|  |                                                                          |
|  | Ahnfeltiophycidae                                                        |
|  |                                                                          |
|  | Rhodymeniophycidae                                                       |
|  |                                                                          |

|  | Ahnfeltiophycidae  |
|  |                    |
|  | Rhodymeniophycidae |
|  |                    |

|  | Compsopogonophyceae |
|  |                     |
|  | Porphyridiophyceae  |
|  |                     |

|  | Rhodellophyceae    |
|  |                    |
|  | Stylonematophyceae |
|  |                    |

|  | Compsopogonophyceae |
|  |                     |
|  | Porphyridiophyceae  |
|  |                     |

|  | Rhodellophyceae    |
|  |                    |
|  | Stylonematophyceae |
|  |                    |

|  | Corallinophycidae                                                        |
|  |                                                                          |
|  | \| \| Ahnfeltiophycidae \| \| \| \| \| \| Rhodymeniophycidae \| \| \| \| |
|  |                                                                          |
|  | Ahnfeltiophycidae                                                        |
|  |                                                                          |
|  | Rhodymeniophycidae                                                       |
|  |                                                                          |

|  | Ahnfeltiophycidae  |
|  |                    |
|  | Rhodymeniophycidae |
|  |                    |

|  | Corallinophycidae                                                        |
|  |                                                                          |
|  | \| \| Ahnfeltiophycidae \| \| \| \| \| \| Rhodymeniophycidae \| \| \| \| |
|  |                                                                          |
|  | Ahnfeltiophycidae                                                        |
|  |                                                                          |
|  | Rhodymeniophycidae                                                       |
|  |                                                                          |

|  | Ahnfeltiophycidae  |
|  |                    |
|  | Rhodymeniophycidae |
|  |                    |

|  | Corallinophycidae                                                        |
|  |                                                                          |
|  | \| \| Ahnfeltiophycidae \| \| \| \| \| \| Rhodymeniophycidae \| \| \| \| |
|  |                                                                          |
|  | Ahnfeltiophycidae                                                        |
|  |                                                                          |
|  | Rhodymeniophycidae                                                       |
|  |                                                                          |

|  | Ahnfeltiophycidae  |
|  |                    |
|  | Rhodymeniophycidae |
|  |                    |

|  | Corallinophycidae                                                        |
|  |                                                                          |
|  | \| \| Ahnfeltiophycidae \| \| \| \| \| \| Rhodymeniophycidae \| \| \| \| |
|  |                                                                          |
|  | Ahnfeltiophycidae                                                        |
|  |                                                                          |
|  | Rhodymeniophycidae                                                       |
|  |                                                                          |

|  | Ahnfeltiophycidae  |
|  |                    |
|  | Rhodymeniophycidae |
|  |                    |

|  | Corallinophycidae                                                        |
|  |                                                                          |
|  | \| \| Ahnfeltiophycidae \| \| \| \| \| \| Rhodymeniophycidae \| \| \| \| |
|  |                                                                          |
|  | Ahnfeltiophycidae                                                        |
|  |                                                                          |
|  | Rhodymeniophycidae                                                       |
|  |                                                                          |

|  | Ahnfeltiophycidae  |
|  |                    |
|  | Rhodymeniophycidae |
|  |                    |

|  | Corallinophycidae                                                        |
|  |                                                                          |
|  | \| \| Ahnfeltiophycidae \| \| \| \| \| \| Rhodymeniophycidae \| \| \| \| |
|  |                                                                          |
|  | Ahnfeltiophycidae                                                        |
|  |                                                                          |
|  | Rhodymeniophycidae                                                       |
|  |                                                                          |

|  | Ahnfeltiophycidae  |
|  |                    |
|  | Rhodymeniophycidae |
|  |                    |

|  | Corallinophycidae                                                        |
|  |                                                                          |
|  | \| \| Ahnfeltiophycidae \| \| \| \| \| \| Rhodymeniophycidae \| \| \| \| |
|  |                                                                          |
|  | Ahnfeltiophycidae                                                        |
|  |                                                                          |
|  | Rhodymeniophycidae                                                       |
|  |                                                                          |

|  | Ahnfeltiophycidae  |
|  |                    |
|  | Rhodymeniophycidae |
|  |                    |

|  | Corallinophycidae                                                        |
|  |                                                                          |
|  | \| \| Ahnfeltiophycidae \| \| \| \| \| \| Rhodymeniophycidae \| \| \| \| |
|  |                                                                          |
|  | Ahnfeltiophycidae                                                        |
|  |                                                                          |
|  | Rhodymeniophycidae                                                       |
|  |                                                                          |

|  | Ahnfeltiophycidae  |
|  |                    |
|  | Rhodymeniophycidae |
|  |                    |

|  | Compsopogonophyceae |
|  |                     |
|  | Porphyridiophyceae  |
|  |                     |

|  | Rhodellophyceae    |
|  |                    |
|  | Stylonematophyceae |
|  |                    |

|  | Compsopogonophyceae |
|  |                     |
|  | Porphyridiophyceae  |
|  |                     |

|  | Rhodellophyceae    |
|  |                    |
|  | Stylonematophyceae |
|  |                    |

|  | Corallinophycidae                                                        |
|  |                                                                          |
|  | \| \| Ahnfeltiophycidae \| \| \| \| \| \| Rhodymeniophycidae \| \| \| \| |
|  |                                                                          |
|  | Ahnfeltiophycidae                                                        |
|  |                                                                          |
|  | Rhodymeniophycidae                                                       |
|  |                                                                          |

|  | Ahnfeltiophycidae  |
|  |                    |
|  | Rhodymeniophycidae |
|  |                    |

|  | Corallinophycidae                                                        |
|  |                                                                          |
|  | \| \| Ahnfeltiophycidae \| \| \| \| \| \| Rhodymeniophycidae \| \| \| \| |
|  |                                                                          |
|  | Ahnfeltiophycidae                                                        |
|  |                                                                          |
|  | Rhodymeniophycidae                                                       |
|  |                                                                          |

|  | Ahnfeltiophycidae  |
|  |                    |
|  | Rhodymeniophycidae |
|  |                    |

|  | Corallinophycidae                                                        |
|  |                                                                          |
|  | \| \| Ahnfeltiophycidae \| \| \| \| \| \| Rhodymeniophycidae \| \| \| \| |
|  |                                                                          |
|  | Ahnfeltiophycidae                                                        |
|  |                                                                          |
|  | Rhodymeniophycidae                                                       |
|  |                                                                          |

|  | Ahnfeltiophycidae  |
|  |                    |
|  | Rhodymeniophycidae |
|  |                    |

|  | Corallinophycidae                                                        |
|  |                                                                          |
|  | \| \| Ahnfeltiophycidae \| \| \| \| \| \| Rhodymeniophycidae \| \| \| \| |
|  |                                                                          |
|  | Ahnfeltiophycidae                                                        |
|  |                                                                          |
|  | Rhodymeniophycidae                                                       |
|  |                                                                          |

|  | Ahnfeltiophycidae  |
|  |                    |
|  | Rhodymeniophycidae |
|  |                    |

|  | Corallinophycidae                                                        |
|  |                                                                          |
|  | \| \| Ahnfeltiophycidae \| \| \| \| \| \| Rhodymeniophycidae \| \| \| \| |
|  |                                                                          |
|  | Ahnfeltiophycidae                                                        |
|  |                                                                          |
|  | Rhodymeniophycidae                                                       |
|  |                                                                          |

|  | Ahnfeltiophycidae  |
|  |                    |
|  | Rhodymeniophycidae |
|  |                    |

|  | Corallinophycidae                                                        |
|  |                                                                          |
|  | \| \| Ahnfeltiophycidae \| \| \| \| \| \| Rhodymeniophycidae \| \| \| \| |
|  |                                                                          |
|  | Ahnfeltiophycidae                                                        |
|  |                                                                          |
|  | Rhodymeniophycidae                                                       |
|  |                                                                          |

|  | Ahnfeltiophycidae  |
|  |                    |
|  | Rhodymeniophycidae |
|  |                    |

|  | Corallinophycidae                                                        |
|  |                                                                          |
|  | \| \| Ahnfeltiophycidae \| \| \| \| \| \| Rhodymeniophycidae \| \| \| \| |
|  |                                                                          |
|  | Ahnfeltiophycidae                                                        |
|  |                                                                          |
|  | Rhodymeniophycidae                                                       |
|  |                                                                          |

|  | Ahnfeltiophycidae  |
|  |                    |
|  | Rhodymeniophycidae |
|  |                    |

|  | Corallinophycidae                                                        |
|  |                                                                          |
|  | \| \| Ahnfeltiophycidae \| \| \| \| \| \| Rhodymeniophycidae \| \| \| \| |
|  |                                                                          |
|  | Ahnfeltiophycidae                                                        |
|  |                                                                          |
|  | Rhodymeniophycidae                                                       |
|  |                                                                          |

|  | Ahnfeltiophycidae  |
|  |                    |
|  | Rhodymeniophycidae |
|  |                    |